# 1992 AE1
1992 AE1 är en asteroid i huvudbältet som upptäcktes den 10 januari 1992 av de båda japanska astronomerna Tsutomu Hioki och Shuji Hayakawa vid Okutama-observatoriet.
Asteroiden har en diameter på ungefär 5 kilometer.